# Idioma protonahua

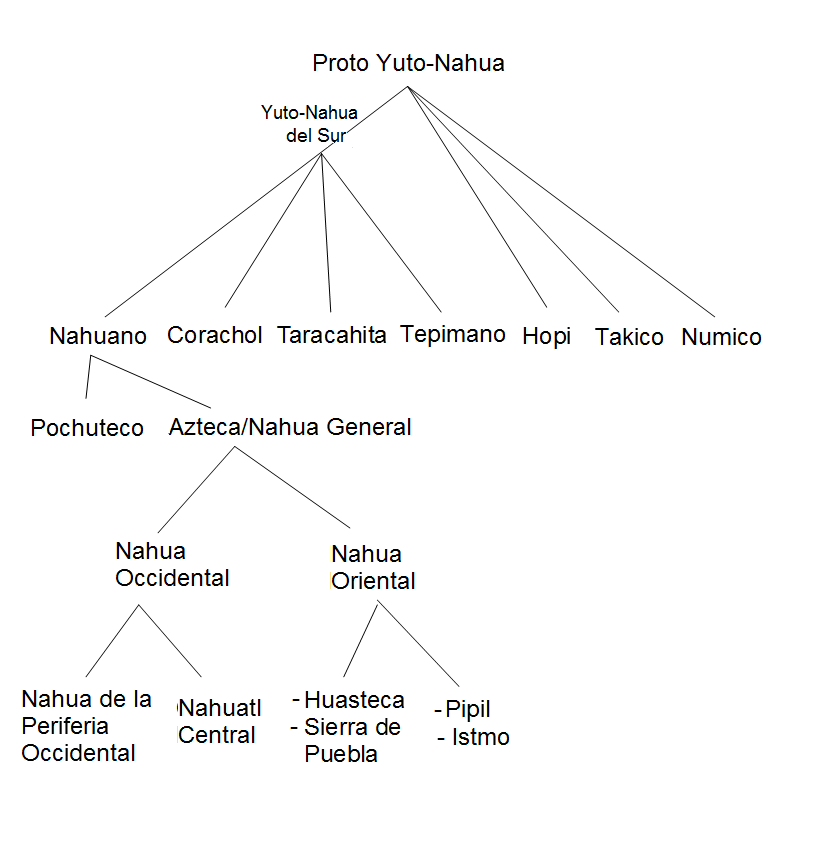
Árbol genealógico del náhuatl.

El proto-nahua es la protolengua hipotéticamente reconstruida, descendiente del proto-yuto-nahua (también designado proto uto-azteca, abreviado pUA en trabajos descriptivos), que es el ancestro común a partir del cual se han desarrollado las modernas lenguas nahuas. Originalmente era llamada “proto-aztecan” por los lingüistas norteamericanos pero al demostrarse con el tiempo que el término “azteca” es incorrecto para referirse tanto a la lengua como la cultura, ha sido cambiado a “nahua”.

## Lugar de origen
Existe cierta controversia sobre el período histórico y el lugar en que se desarrolla la lengua proto-nahua. Por lo general, se acepta la idea planteada por las fuentes etnohistóricas nahuas que describen migraciones hacia el sur de hablantes de náhuatl, que combinado con las ubicaciones de todos los demás idiomas yuto-nahuas que se encuentran al norte, por lo tanto, tradicionalmente se ha considerado que su lugar de origen se encuentra al norte de su zona actual de extensión. Las fuentes del período virreinal describen dos bloques dialectales diferentes el náhuatl clásico, variedad de náhuatl central, que fue el dialecto de prestigio y el náhuatl de Guadalajara, que geográficamente habría sido más cercano al área de origen de la lengua y descrito también desde la época virreinal. Karen Dakin sitúa el proto-nahua hacia el siglo V d. C. en algún lugar del noroeste de Mesoamérica.
Una hipótesis alternativa propuesta por Jane Hill considera al proto-náhuatl como surgido dentro de Mesoamérica, y los nahuas como los únicos restos de una migración hacia el norte a gran escala. Sin embargo, esta propuesta es rechaza por la mayor parte de los lingüistas históricos especializados en lenguas utoaztecas.

## Descripción lingüística

### Fonología
Algunos de los cambios fonológicos compartidos por todas las lenguas nahuas son:
| - La *t del proto-utoazteca (pUA) se convierte en proto-nahua (pN) en africativa lateral *tɬ͡. Antes de proto-uto-azteca *a (pUA *tāka 'hombre' se convierte en pN *tlāka-tla "hombre") - La *p- inicial del proto-utoazteca se pierde en el proto-nahua (pUA *pahi 'agua' se convierte en una *ā ("a" larga) en pN: *ā-tla 'agua') - Proto-utoazteca *u, *i se fusiona en proto-nahua en *i (pUA *muki 'morir' se convierte en pN *miki 'morir') - Las sibilantes del proto-utoazteca *ts, *s se dividieron en *ts, *ch, *s y *ʃ, - Proto-utoazteca quinta vocal reconstruida como *ɨ o *ə se fusionó con *e en Proto-nahua *e (PUA *nɨmi "caminar" ' se convierte en PN *nemi "vivir, caminar"). - Un gran número de metátesis en el que las raíces proto-yutonahuas de la forma *CVCV se han convertido en *VCCV (PUA *pu: li "atar" se convierte PN *ilpi "atar") |

Karen Dakin proporciona el siguiente cuadro de correspondencias fonéticas múltiples para las consonantes, condicionadas por el contexto fonológico:
| Proto-yuto-nahua | *p    | *t                 | *k | *kʷ     | *ʔ | *¢     | *s     | *h | *m     | *n     | *l | *w | *y             |
| Proto-nahua      | *p, Ø | *t, *ƛ, *č, *¢, *l | *k | *kʷ, *w | Ø  | *¢, *č | *s, *š | *h | *m, *n | *n, *m | *l | *w | *y, *š, *l, *s |

En el cuadro anterior se ha usado el Alfabeto fonético americanista. Para las vocales la misma autora proporciona las siguientes correspondencias:
| Proto-yuto-nahua | *i | *ī | *a     | *ā | *o | *ō | *u       | *ū | *i   | *ī |
| Proto-nahua      | *i | *ī | *a, *ə | *ā | *o | *ō | *i       | *ī | *ə   | *ē |
| Náhuatl          | i  | ī  | a, e   | ā  | o  | ō  | i        | i? | e    | ē  |
| Pochuteco        | i  | i  | o, e   | a  | o  | u  | ə > e, o |    | e, o | e  |

donde las vocales marcadas con un macrón representan las vocales largas.

### Morfología
De acuerdo con la evidencia disponible, el proto-nahua habría sido una lengua aglutinante, donde las palabras utilizan complejos de sufijos para una variedad de propósitos con varios morfemas enlazados. Los prefijos se usan en mucha menor medida que los sufijos. En proto-nahua como en el resto del yuto-nahua la raíz tiende a tener un significado verbal, siendo interpretadas como nombres las elementos cuya raíz lleva sufijos nominales. La reduplicación es un proceso morfológico extensivamente usado.
La doble marcación de categorías gramaticales es frecuente, así por ejemplo el plural puede marcarse doblemente mediante dos afijos diferentes, o un afijo al mismo tiempo que reduplicación.

### Léxico
A continuación se dan algunas reconstrucciones para el proto-nahua de Davletshin (2012):
| GLOSA          | proto-nahua   |
| -------------- | ------------- |
| 'todos'        | *močɨ-m       |
| 'ceniza'       | *nɨš-ƛɨ       |
| 'corteza'      | *ɨwā-yō-ƛ     |
| 'vientre'      | *-ɨʔtɨ        |
| 'grande'       | *weʔey(ɨ)     |
| 'pájaro'       | *tōtō-ƛ       |
| 'morder'       | *-kɨʔ-¢oma    |
| 'negro'        | *ƛīl-tɨ-k     |
| 'sangre'       | *ɨs-ƛɨ        |
| 'hueso'        | *ōmɨ-ƛ        |
| 'seno'         | *-čīčīwal     |
| 'quemar'       | *-ƛa-tɨ-ʔa    |
| 'garra, uña'   | *-ɨstɨ        |
| 'nube'         | *miš-ƛɨ       |
| 'frío'         | *sese-k       |
| 'venir'        | *wī¢          |
| 'morir'        | *mɨki         |
| 'beber'        | *-iʔi         |
| 'seco'         | *wāk          |
| 'oreja'        | *nakas-ƛɨ     |
| 'suelo'        | *ƛāl-ƛɨ       |
| 'comer'        | *-kʷa-ʔā      |
| 'ojo'          | *-īš          |
| 'pluma'        | *-ɨ?wɨ        |
| 'fuego'        | *ƛaʔi-ƛ       |
| 'pez'          | *mɨ-čɨ-m      |
| 'volar'        | *paƛāni       |
| 'pie'          | *-ɨkšɨ        |
| 'lleno'        | *tēn-tok      |
| 'dar'          | *-maka        |
| 'bueno'        | *yēk-ƛɨ       |
| 'cabello'      | *-¢om         |
| 'mano'         | *-maʔ         |
| 'cabeza'       | *-kʷaʔ        |
| 'oír'          | *-kaki        |
| 'corazón'      | *-yōl         |
| 'yo'           | *naʔa         |
| 'matar'        | *mɨk-tɨ-ʔa    |
| 'rodilla'      | *-ƛan-kʷaʔ    |
| 'saber'        | *mati         |
| 'hoja'         | *ɨswa-ƛ       |
| 'yacer'        | *mo-tēka      |
| 'largo'        | *weʔeya-k     |
| 'piojo'        | *atɨmɨ-ƛ      |
| 'persona'      | *ƛāka-ƛ       |
| 'muchos'       | *mɨyak        |
| 'carne'        | *naka-ƛ       |
| 'luna'         | *mē¢-ƛɨ       |
| 'cerro'        | *tɨpē-ƛ       |
| 'boca'         | *tēn-ƛɨ       |
| 'nombre'       | *tōkāʔɨ-ƛ     |
| 'cuello'       | *kəč-ƛɨ       |
| 'nuevo'        | *yankʷi-k     |
| 'noche'        | *yowal-ƛɨ     |
| 'nariz'        | *yaka-ƛ       |
| 'uno'          | *sē(m)        |
| 'rojo'         | *čīl-tɨ-k ?   |
| 'camino'       | *oʔ-ƛɨ        |
| 'raíz'         | *nelwa-ƛ ?    |
| 'redondo'      | *yawal-tɨ-k ? |
| 'arena'        | *šāl-ƛɨ       |
| 'ver'          | *-ɨʔta        |
| 'semilla'      | *āč-ƛɨ        |
| 'sentarse'     | *mo-ƛalɨ-ʔa   |
| 'piel'         | *ēwa-ƛ        |
| 'dormir'       | *kočɨ         |
| 'humo'         | *pōk-ƛɨ ?     |
| 'estar en pie' | *kɨ¢a         |
| 'estrella'     | *siƛalɨ-m     |
| 'piedra'       | *tə-ƛ         |
| 'rabo'         | *-kʷiƛa-pɨl   |
| 'aquel'        | *ōn- ?        |
| 'este'         | *in- ?        |
| 'tú'           | *təʔa         |
| 'lengua'       | *-nɨnɨ-pɨl    |
| 'diente'       | *ƛam-ƛi       |
| 'árbol'        | *kʷa-wɨ-ƛ     |
| 'dos'          | *ōmə          |
| 'caminar'      | *nɨʔ-nɨmi     |
| 'caliente'     | *to-tōnɨ-k ?  |
| 'agua'         | *ā-ƛ          |
| 'nosotros'     | *təʔa-mɨ-t    |
| 'qué'          | *ƛa-(ʔi ?)    |
| 'blanco'       | *istā-kɨ ?    |
| 'quién'        | *āk           |
| 'mujer'        | *si/owā-ƛ     |
| 'amarillo'     | *kos-tɨ-k ?   |